# Moira (filme)
Moira é um filme de drama georgiano de 2015 dirigido e escrito por Levan Tutberidze. Foi selecionado como representante da Geórgia à edição do Oscar 2016, organizada pela Academia de Artes e Ciências Cinematográficas.

## Elenco
- Paata Inauri